# St Vincent Land So Beautiful
 St Vincent Land So Beautiful (en español: San Vicente Tierra tan hermosa) es el himno nacional de San Vicente y las Granadinas.

## Letra

### Inglés
Saint Vincent! Land so beautiful,

With joyful hearts we pledge to thee

Our loyalty and love, and vow

To keep you ever free.

Whate'er the future brings,

Our faith will see us through.

May peace reign from shore to shore,

And God bless and keep us true.

Hairoun! Our fair and blessed Isle,

Your mountains high, so clear and green,

Are home to me, though I may stray,

A haven, calm, serene.

Our little sister islands are

Those gems, the lovely Grenadines,

Upon their seas and golden sands

The sunshine ever beams.

### Traducción al español
¡San Vicente! Tierra tan hermosa, 

Con alegre corazón te prometemos 

Nuestra lealtad y amor, y votos 

Para mantenerte siempre libre. 

Lo que sea que el futuro traiga, 

Nuestra fe se verá a través de nosotros 

Que la paz reine de costa a costa, 

Y Dios nos bendiga y mantenga fieles. 

¡Hairoun! Nuestra justa y bendita Isla, 

Tus altas montañas, tan claras y verdes, 

Son hogar para mí, y aunque pueda perderme, 

Un refugio, calmo, sereno. 

Nuestras pequeñas islas hermanas son 

Esas gemas, las encantadoras Granadinas, 

Sobre sus mares y arenas doradas 

El sol siempre brilla.
- Datos: Q1064024